# Schaueriopsis
Schaueriopsis, monotipični biljni rod iz porodice primogovki smješten u tribus Barlerieae, dio potporodice Acanthoideae. Jedina vrsta je S. variabilis, endemski grm ili polugrm iz DR Konga. Opisan je u Plant Ecology and Evolution 145(2): 283–284, figs. 1, 2, 3. 2012. 

## Opis
Schaueriopsis predstavlja novi rod porodice Acanthaceae, opisan je iz šuma istočnog bazena Konga. Morfološki dokazi, posebno petostruki vjenčić, pelud retikulirano proširenog trikolporata i usko duguljasta čahura s 4 sjemena sa sjemenkama koje otkrivaju sitne trihome, zajedno s rezultatima preliminarnih molekularnih analiza, svrstavaju ga u pleme Barlerieae potporodice Acanthoideae. Predstavljen je ključ za četiri afrička roda u ovom plemenu, Schaueriopsis je odvojen od Lepidagathisa subregularnim linearnim režnjevima čaške, androecijem od dva prašnika i dva staminoda i sjemenkama sa samo sitnim trihomima prema rubu. Schaueriopsis variabilis privremeno je ocijenjen kao ugrožen na temelju herbarija i dostupnih podataka s terena.